# Becker – Kungen av Tingsryd
Becker – Kungen av Tingsryd är en svensk komedifilm som hade premiär i Sverige den 1 september 2017. Filmen är regisserad av Martin Larsson, som även har skrivit manus. Producent var Erik Magnusson för Anagram Film & TV AB. Filmen är en spin-off till filmen Avalon.

## Handling
Johan Becker är en medelålders man som är lite av en spindel i nätet kring allt som händer i lilla Tingsryd. Han driver ortens möbelbutik för utemöbler, men de stora pengarna drar han in på sidoverksamheter såsom att utnyttja och anlita svart arbetskraft, sälja smuggelsprit och smuggelcigaretter. Trots en tveksam moral drar han dock en skarp gräns vid att befatta sig med knark. Så när några danska gangsters slår sig ner i Tingsryd och önskar öppna bordell och börja sälja knark då är måttet rågat.

## Rollista (i urval)
| - Henrik Lilliér - Johan Becker - Estelle Löfgren Hadir - Amanda - Nour El Refai - Sara - Peter Lorentzon - Stefan - Shanti Roney - Tomas - Helen Sjöholm - Annika | - Lars Ranthe - Morten - Karin Lithman - Maria - Torkel Petersson - Frank - Jan Coster - Krister - Sonja Richter - Tanja - Maria Alm Norell – Linda |